# Alexandre Barillari
Alexandre Barillari de Almeida (Rio de Janeiro, 19 de março de 1973) é um ator brasileiro.

## Carreira
Quando jovem fez curso de teatro escondido dos pais. É arquiteto por formação, mas sua verdadeira paixão é atuar. Ficou conhecido por seus papéis como Guto em Alma Gêmea e Ramon Fusily em Caminhos do Coração. Participou do quadro Dança dos Famosos, apresentado dentro do programa Domingão do Faustão, exibido pela Rede Globo. Também participou do programa Bailando por um Sonho, apresentado por Silvio Santos, no SBT.

## Filmografia

### Televisão
| Ano  | Título                   | Personagem                                                         | Notas                                        |
| ---- | ------------------------ | ------------------------------------------------------------------ | -------------------------------------------- |
| 1991 | Vamp                     | Repórter                                                           | Episódio: "15 de julho"                      |
| 1996 | Salsa e Merengue         | Antônio Muñoz                                                      |                                              |
| 1998 | Malhação                 | Tadeu                                                              | Temporadas 4–5                               |
| 2000 | O Cravo e a Rosa         | Manoel                                                             | Episódios: "29–30 de junho"                  |
| 2000 | Vidas Cruzadas           | Aquiles Oliveira de Barros                                         |                                              |
| 2001 | Sai de Baixo             | Ubirajema                                                          | Episódio: "E o Índio não Levou"              |
| 2002 | Sítio do Picapau Amarelo | Marinheiro Popó                                                    | Episódio: "Memórias de Emília"               |
| 2002 | Sítio do Picapau Amarelo | Itamar / Lobisomem                                                 | Episódio: "O Cangaceiro Lobisomem"           |
| 2003 | Chocolate com Pimenta    | Alberto Lares                                                      |                                              |
| 2004 | Senhora do Destino       | Dr. Fábio                                                          | Episódio: "31 de julho"                      |
| 2005 | Dança dos Famosos        | Participante                                                       | Temporada 1                                  |
| 2005 | Sítio do Picapau Amarelo | Sansão Carrasco / Cavaleiro dos Espelhos / Cavaleiro da Branca Lua | Episódio: "Dom Quixote"                      |
| 2005 | Alma Gêmea               | Augusto Casali (Guto)                                              |                                              |
| 2006 | Cristal                  | Gustavo Palhares                                                   |                                              |
| 2007 | Caminhos do Coração      | Ramon Fusily                                                       |                                              |
| 2009 | A Lei e o Crime          | Piloto                                                             | Episódio: "8 de junho"                       |
| 2009 | Bela, a Feia             | Detetive Douglas Nogueira                                          |                                              |
| 2012 | Rei Davi                 | Urias                                                              |                                              |
| 2013 | Dona Xepa                | Robério Arruda (Escovão)                                           |                                              |
| 2014 | Milagres de Jesus        | Efraim                                                             | Episódio: "A Ressurreição do Filho da Viúva" |
| 2014 | Plano Alto               | Camargo                                                            |                                              |
| 2017 | Belaventura              | Tácitus Mascate                                                    |                                              |
| 2021 | Nos Tempos do Imperador  | Prudêncio                                                          |                                              |

### Cinema
| Ano  | Título | Personagem |
| ---- | ------ | ---------- |
| 2022 | Amado  | Santos     |